# Gélase Dobner
Gélase Dobner fue un historiador bohemio, nacido en Praga en 1719 y fallecido en 1790.

## Biografía
Dobner se consagró a la instrucción pública dentro de la congregación de las Escuelas Pías y enseñó sucesivamente en los colegios de su Orden, en Leibnick, Viena, Schlam y Praga, donde fue rector de la universidad.
Como escritor, Dobner dejó sobre la historia de Bohemia y Moravia, dos obras preciosas por sus investigaciones y por la crítica juiciosa que reinan en las obras, y sus "Monumentos históricos de Bohemia" tiene lugar destacado entre los escritos de este género y publicó un gran número de crónicas, diplomas y otros documentos inéditos donde el más valioso es la "Crónica de Kónigshof", y Marquard Freher insertó la segunda parte de estos escritos bohemios en la obra "Rerum Bohemicarum antiqui scriptores...", Hanoviae: C. Marnium, 1602, 2 vols., y la obra entera se hallaba en los archivos de Iglau, enviado al magistrado de esta villa por Dobner.
La citada crónica, donde el autor es Pedro, abad de Königshof, orden del Císter, comprende los tiempos de Otakar II de Bohemia, , Wenceslao II de Bohemia y Wenceslao III de Bohemia, Rodolfo I de Bohemia, Enrique I de Bohemia, Juan I de Bohemia y de su hijo Carlos, después emperador del Sacro Imperio Romano Germánico, y después de los "Monumentos históricos...", publica en latín la "Crónica de Hagek", hasta 1198, con notas eruditas, y un gran número de diplomas, inscripciones y otros documentos inéditos.
El primero volumen de la obra citada, titulada "Prodomus", contiene una discusión profunda sobre los orígenes de Bohemia, tratando el bautismo de Borziwoy, y detalles interesantes sobre Cyrille y Methodius, primeros apóstoles de Bohemia, y también dejó escritas diversas "Memorias" en la Real Sociedad Científica de Praga.

## Obras
Principales obras, las siguientes:
- Wenceslai Hagek anales bohemorum è bohemica editione latinè redditi, notis illustrati, diplomatibus, litteris publicis, re genealogica, nummariá, variique generis monumentis aucti, Praga, 1762-63; 1765, 1772, 1777 y 1782, 6 vols. in-4º.
- Epistola, quá gentis czechicae origo à veteribus Zecchis Asiae populis, et Ponti Euxini Moeotidisque accolis vindicatur, seu appendix et elucidatio prodromi annalium hagecianorum, Praga, 1764, in-4º.
- Monumenta historica Bohemiae, nusqùam antehàc edita, Praga, 1764-86, 6 vols.
- Examen criticum, quo ostenditur nomen czechorum repetendum esse, Praga, 1769, in-4º.
- Examen criticum, quo expenduntur et profligantur dubia nuper adversus originem czechorum à Zechis Asiae petitam, Praga, 1770, in-4º.
- Kritische Untersuchung:...., Olmütz, J. Himlin, 1781.
- Kritische abhandïung von den granzen Altmährens,..., Prag, K. Widtmann, 1793.